# 天主教阿拉巴马的伯明翰教区
天主教阿拉巴馬的伯明翰教區（拉丁語：Diocesis Birminghamiensis）是美國一個羅馬天主教教區，屬莫比爾總教區。教區於1969年12月9日成立。
教區管轄阿拉巴馬州北部三十九縣，面積為28091平方英里。教座位於州府伯明翰，2006年有98,600名教友（佔全州人口3.5%）、五十五個堂區和九十六名司鐸。
現任教區主教為德範·J·賴卡，榮休主教為羅勃·若瑟·貝克。